# Generación Anti Todo
Generación Anti Todo es una película documental y de ficción del director Iñigo Cobo que establece un diálogo entre las generaciones crecidas en los 80 y las que lo han hecho en los años 2000, teniendo como nexo de unión el grupo punk vasco Eskorbuto. La historia está contada través de conversaciones con músicos como el batería de Eskorbuto Pako Galán, el periodista Roberto Moso, vocalista de Zarama, el grupo argentino Penadas por la Ley y otras personalidades del mundo musical punk y social del Vizcaya posindustrial.
No incluye imágenes de archivo de la banda o de la época; en cambio, se muestra una historia ficcionada sobre adolescentes de hoy en día.  El film lleva el nombre por el álbum de estudio de 1986 Anti Todo, editado por la compañía discográfica Discos Suicidas, considerado uno de «los 100 mejores discos españoles del siglo XX».
Su estreno mundial fue en el 60.º Festival Internacional de Cine Documental y Cortometraje de Bilbao, ZINEBI, el 14 de noviembre de 2018. 

## Argumento
Generación Anti Todo camina entre el documental y la ficción en torno a Eskorbuto, el mítico grupo punk de Santurce, y creando un diálogo entre los jóvenes de ayer y de hoy. Somos testigos de conversaciones sobre música, libertad de expresión y aquello que define a una generación. ¿Se ha mitificado Eskorbuto y se ha convertido en un producto? ¿Ha muerto el punk o ha evolucionado a otra forma de entenderlo? Una historia protagonizada por dos adolescentes del siglo XXI vertebra todo el relato mientras se intenta responder a otra pregunta: ¿es posible ser punky –auténtico, libre– si has nacido en 2001?
La película incluye canciones de Eskorbuto como Historia triste, Anti todo, Cerebros destruidos, Más allá del cementerio, Mucha policía, poca diversión o Presagio. También se incluyen canciones de Zarama o de la rapera La Basu.

## Producción
El rodaje tuvo lugar entre enero y junio de 2018 en localidades de Vizcaya y Álava como Santurce, Portugalete, Bilbao, Sestao, Echévarri o Vitoria.
El 9 de febrero de 2018 se hizo pública la puesta en marcha del proyecto.
El 20 de marzo de ese mismo año se anunció la búsqueda de actores protagonistas para el segmento de ficción, para el que se presentó un centenar de candidatos. Los elegidos fueron los actores Selam Ortega y Ander Notario.
Se estrenó en el 60.º Festival Internacional de Cine Documental y Cortometraje de Bilbao, ZINEBI, el 14 de noviembre de 2018. En septiembre de 2019, se estrenó en salas comerciales de España de manera limitada, y se poco después se anunció la obtención de nueve candidaturas para los 34 Premios Goya 2020. En marzo de 2020, se estrenó por streaming en Filmin y se lanzó en DVD.

## Crítica
La recepción de la crítica ha sido positiva. Para El Correo, “Generación Anti Todo resulta ser una película que huye de lo previsible e invita a reflexionar. La ópera prima de Iñigo Cobo es audaz en varios sentidos. Se atreve con un metraje cercano a las dos horas en las que no recurre nunca a imágenes de archivo. Se aleja de la biografía mitificante habitual y busca en cambio la contradicción y la revisión del mito.” (…) “Estamos ante un trabajo recomendable y que tiene un alcance muy superior al de los fans de Eskorbuto.”
Por otro lado, Marian Pérez, en la revista ICruceros, dice que  “el formato entre documental y ficción es un cara a cara entre los años 80 y la actualidad, sabia mezcla de personajes reales e imaginarios que narran sus vivencias en el Santurce que vio crecer y caer a la mítica banda. Todo ello de la mano del actor Ioritz Benito, hilo conductor del film, que hace de Ander Notario y Selam Ortega magníficos protagonistas tras pasar el casting al que acudieron multitud de jóvenes deseosos de revivir al viejo grupo vasco.”